# Pizza Hut
Pizza Hut [ˈpiːtsəˌhʌt] (englisch für „Pizza-Hütte“) ist eine auf Pizza spezialisierte US-amerikanische Franchise-Schnellrestaurantkette, die vielerorts auch Lieferservice anbietet. Pizza Hut gehört zum US-Unternehmen Yum! Brands und ist mit rund 19.000 Restaurants in 130 Staaten vertreten.

## Geschichte

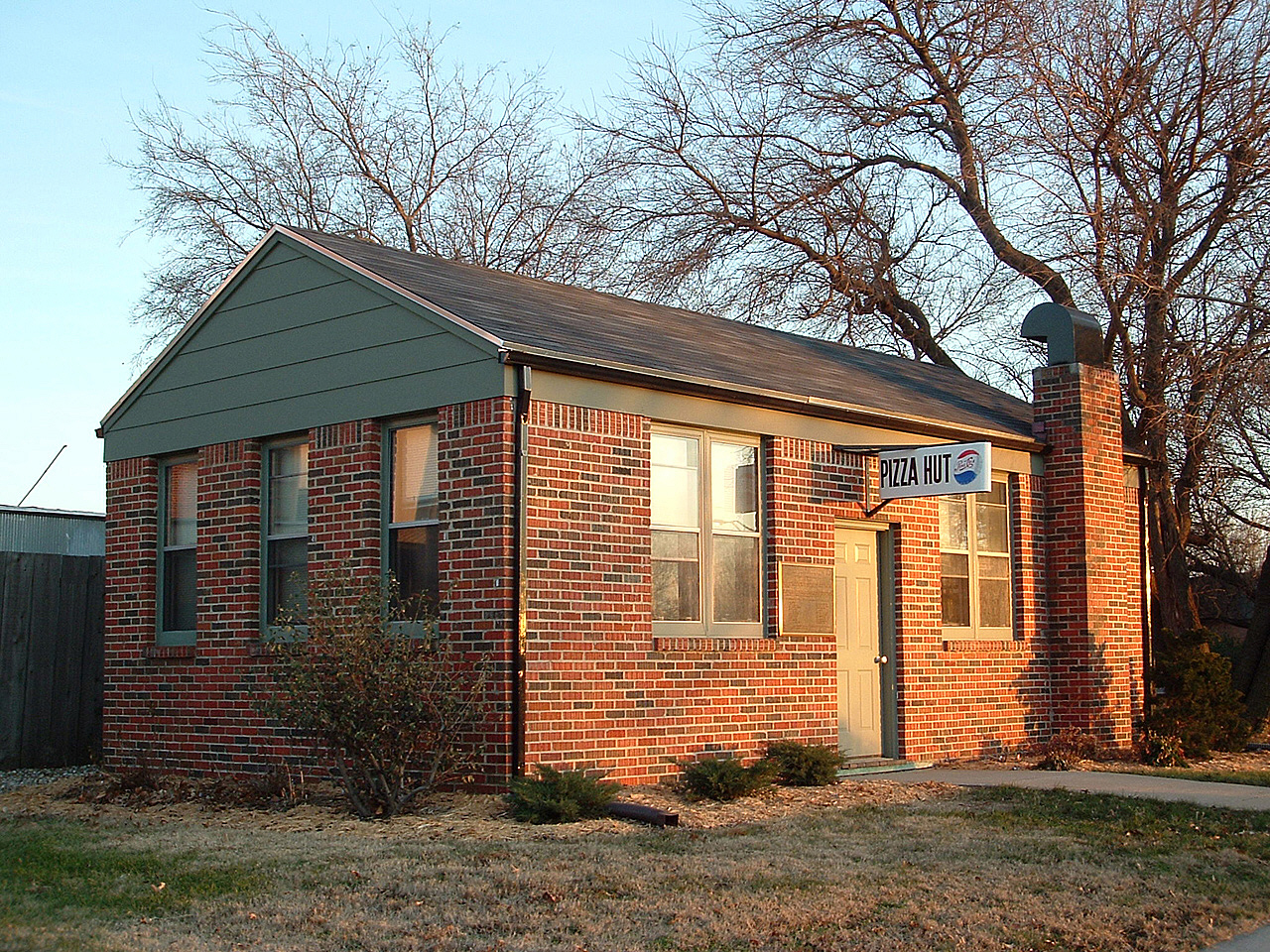
Erstes Pizza-Hut-Restaurant

1958 kamen die beiden Studenten Dan und Frank Carney aus Wichita (Kansas) auf die Idee, ein Pizza-Restaurant zu eröffnen. Das Startkapital liehen sie sich von ihrer Mutter. Mit 600 US-Dollar mussten die Brüder die Geräte aus zweiter Hand kaufen. An einer Straßenkreuzung in Wichita bauten sie ihr erstes Restaurant, das sie in Anlehnung an das eher unscheinbare Gebäude Pizza Hut („Pizza-Hütte“) nannten.
Am 31. Mai 1958 begann der Geschäftsbetrieb. Zehn Jahre nach der Eröffnung in Wichita erreichte das Angebot mehr als eine Million Gäste in 310 Restaurants. Mit der ersten Niederlassung in Kanada begann das internationale Geschäft. Im Jahre 1969 wurde das rote Dach als Firmenlogo eingeführt, das auf Grund der ähnlichen Gestaltung und der Namensähnlichkeit im deutschsprachigen Raum des Öfteren mit einem Hut verwechselt wird.
Das Unternehmen wurde 1977 von PepsiCo übernommen. Im Oktober 1997 gliederte PepsiCo Pizza Hut zusammen mit  KFC und Taco Bell in die Tricon Global Restaurants aus, die sich heute Yum! Brands nennt. Heutiger Unternehmenssitz von Pizza Hut ist Dallas, Texas.

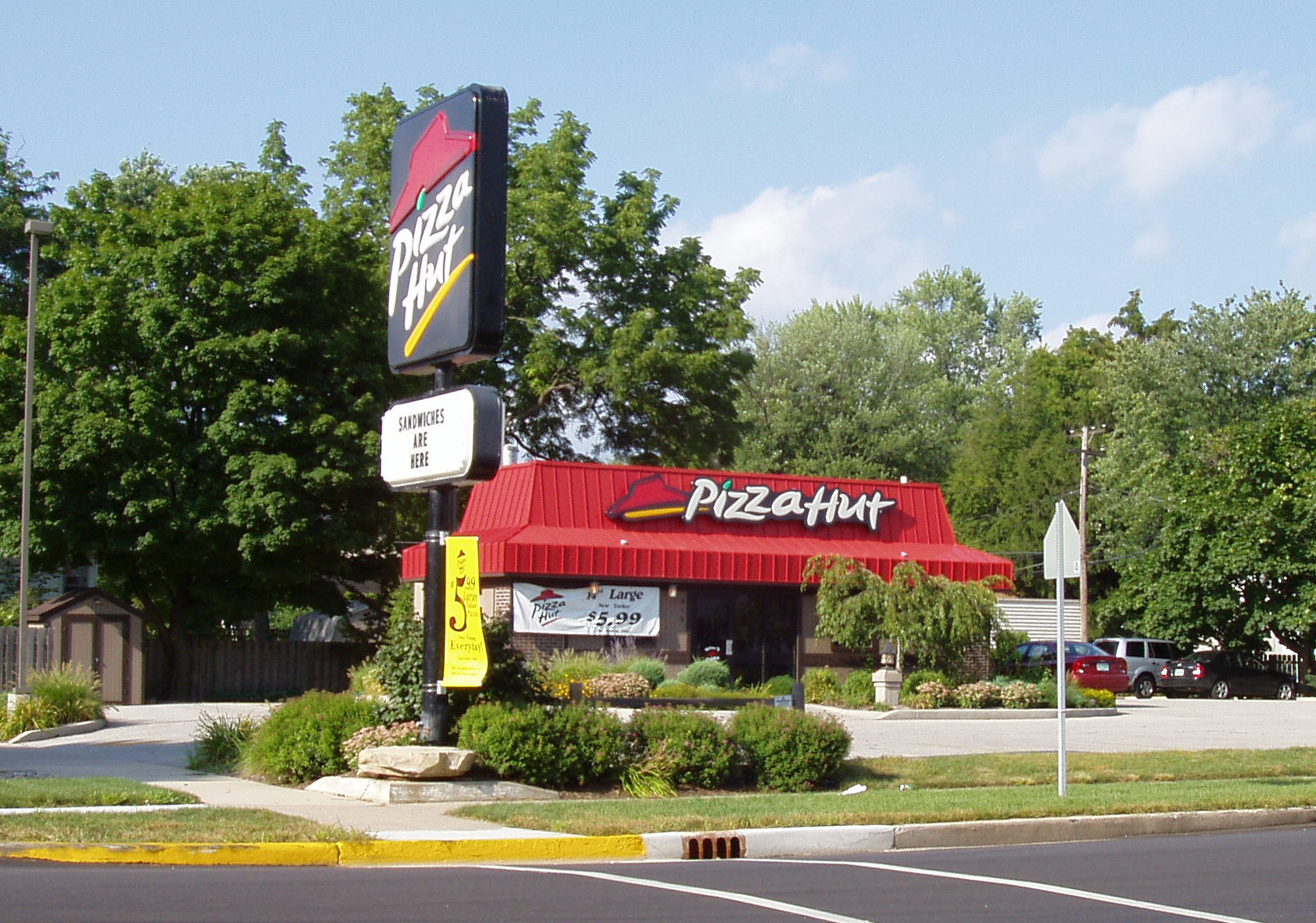
Pizza-Hut-Restaurant in den USA

## Unternehmen

Staaten mit Pizza-Hut-Filialen

Pizza Hut betreibt rund 19.000 Restaurants in 130 Ländern. Teilweise sind es Franchise-Restaurants oder YUM-eigene Märkte. Es gibt neben den Geschäftsstellen in Europa und Amerika weitere in Afrika, Asien und Australien.
Die Teigrohlinge werden zentral hergestellt und tiefgekühlt an die Franchisenehmer geliefert, wo sie frisch belegt werden. Die meisten europäischen Restaurants werden von einer französischen Fabrik beliefert.

## Verbreitung in Europa

### Deutschland
Pizza Hut kam 1983 als Pepsico Food Services nach Frankfurt am Main. Nach der Auflösung eines Joint Ventures mit Tengelmann gehörte Pizza Hut ab 1992 vollständig zu Pepsico. Im Oktober 1997 wurde Pizza Hut als eigenständige, börsennotierte Gesellschaft ausgegliedert. Seit März 2002 gehört Pizza Hut zur Yum! Brands, Inc.
Der deutsche Hauptsitz befindet sich in Ratingen. In Deutschland werden inklusive der Express- und Delivery-Stores 85 Filialen betrieben und rund 2.600 Mitarbeiter beschäftigt.
Neben Dine-in-Restaurants findet man in Deutschland auch die kleineren Pizza Hut Express Stores, bei denen einzelne Pizzastücke verkauft werden und die mit einem Stehimbiss vergleichbar sind. Store-in-Store-Restaurants sind in sechs KFC-Restaurants zu finden.
Seit 2014 betreibt das Unternehmen in 5 Städten rein auf Lieferbetrieb ausgerichtete Filialen ohne oder mit nur wenigen Sitzgelegenheiten.
Im Mai 2017 übernahm AmRest das Deutschland-Geschäft von Pizza Hut. Man plant, mit der Marke künftig stärker zu expandieren und die Zahl der derzeit rund 80 Filialen in Deutschland mehr als zu verdoppeln, was insbesondere durch Delivery- und Express-Filialen erfolgen soll.

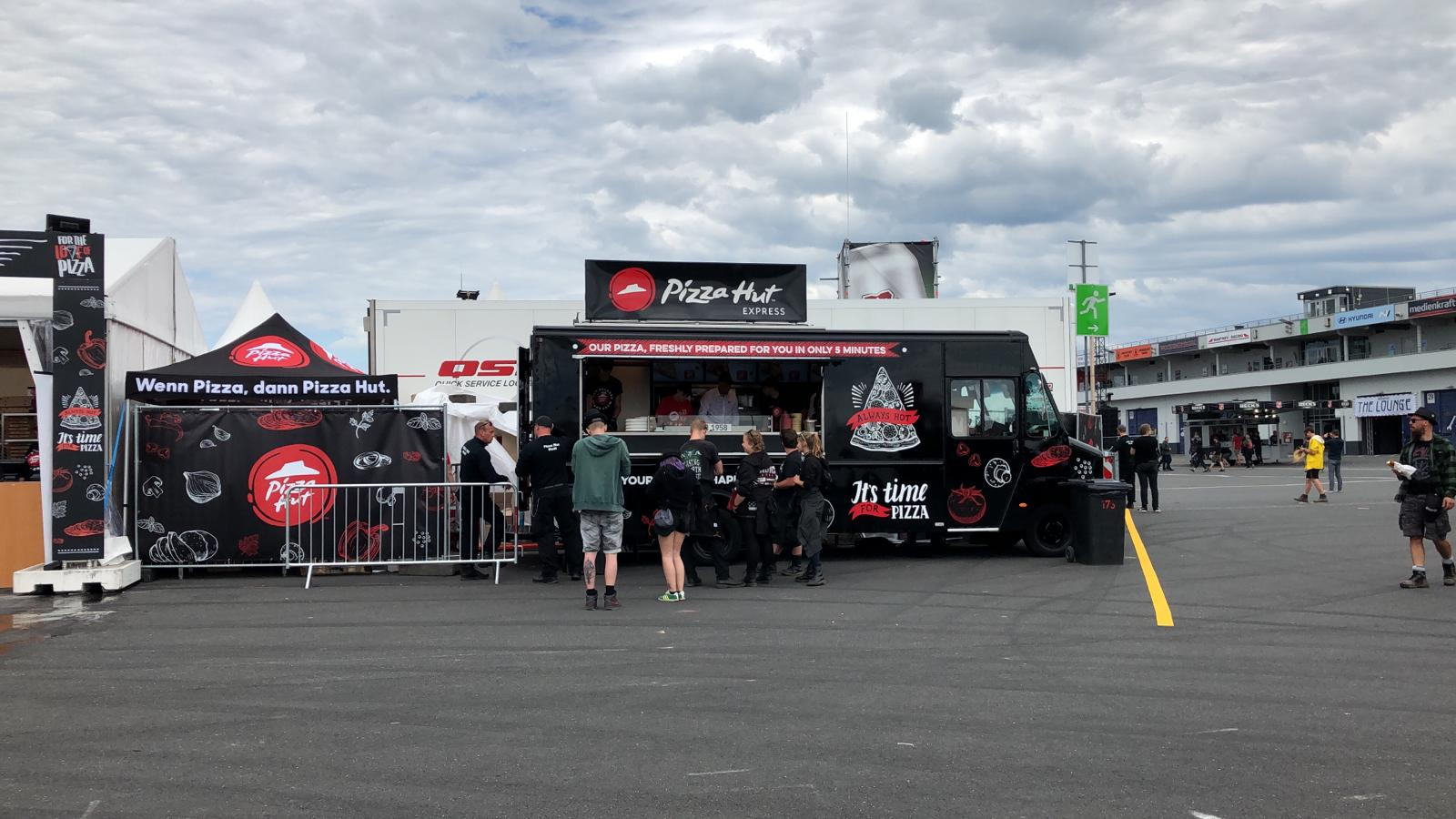
Pizza Hut bei Rock am Ring

2019 wurde zum ersten Mal das Food-Truck-Konzept in Deutschland getestet.
Im Februar 2024 gaben die Carolina Panthers bekannt, mit Pizza Hut Deutschland eine Partnerschaft als Official Pizza Partner für Deutschland eingegangen zu sein.

### Schweiz
Das erste Pizza-Hut-Restaurant in der Schweiz wurde 1988 eröffnet. Der Höchststand betrug zehn Filialen. Der Umsatz betrug 2004 rund 10 Mio. Franken.
Mit dem Verkauf von drei Restaurants in Bern und Rickenbach zum Jahresbeginn 2004 wurde das Ende von Pizza Hut Schweiz eingeläutet, das sich zu diesem Zeitpunkt in Nachlassstundung befand. Im November 2004 folgte der Konkurs. Ab dem 25. November 2004 waren alle sechs verbleibenden Filialen geschlossen; die rund 100 Mitarbeiter wurden entlassen.

### Österreich
In Österreich wurde das erste Pizza-Hut-Restaurant 1996 in Wien eröffnet. Der Franchisenehmer, die ProRest Gastronomiebetriebe AG, hatte anfangs große Ausbaupläne und wollte fünfzig Filialen in ganz Österreich eröffnen. Tatsächlich realisiert wurden fünf Filialen, die sich alle in Wien befanden. Zum 3. September 2003 wurde die letzte Filiale geschlossen.

### Niederlande
In den Niederlanden existierten bis 2008 drei Dine-In-Restaurants. Diese befanden sich in Scheveningen, Den Haag und Rotterdam. Zuletzt existierten nur noch das Dine-In-Restaurant in Rotterdam sowie fünf Express Stores, inzwischen sind jedoch alle Restaurants geschlossen und Pizza Hut zog sich aus den Niederlanden zurück.

## Sortiment

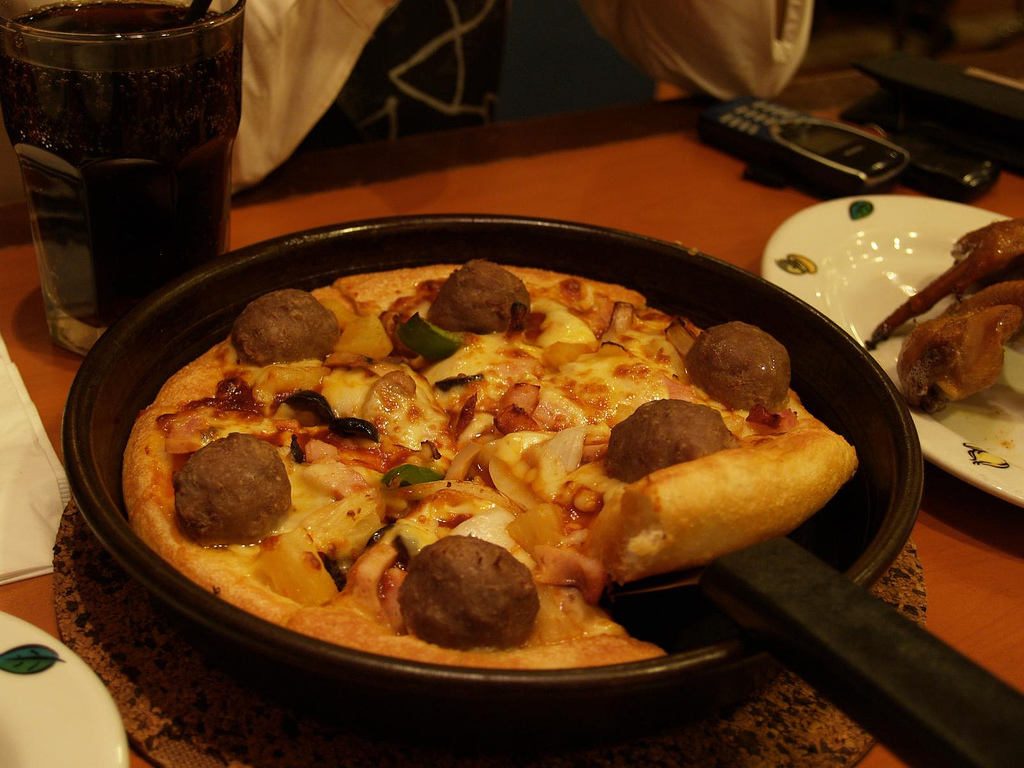
Eine „Pan Pizza“

Neben der „Pan“ – einer Pfannenpizza nach US-amerikanischer Art – gibt es auch die „Italian Style“ mit knusprig dünnem Teig und die „Cheezy Crust“ mit Käserand, jeweils mit verschiedenen Pizzabelägen. Daneben bietet Pizza Hut eine Auswahl an Salaten und verschiedenen Pasta-Variationen an.

## Formate
Klassisches Format: Das typische Pizza Hut ist eine klassische Gaststätte mit Bedienung am Sitzplatz. In einigen Filialen wird auch ein Mittagsbüffet mit All you can eat angeboten.
Delivery: Diese in Deutschland seit 2014 existierenden Filialen entsprechen einem klassischen Pizza-Bringdienst mit wenig bis keinen Sitzplätzen im Restaurant und dem Fokus auf Lieferservice und Abholer.
Express: Die kleinen Pizza Hut Express bieten eine reduzierte Auswahl an Pizzen an und befinden sich in Einkaufszentren, Flughäfen, Bahnhöfen, Kaufhäusern, Hotels, Tankstellen, größeren Schulen und anderen Orten. Manche Filialen sind mit den Express-Versionen von KFC oder Taco Bell kombiniert oder befinden sich innerhalb von KFC- oder Taco-Bell-Filialen. Manchmal bieten auch die klassischen Pizza-Hut-Restaurants zusätzlich ein Express-Format an.
Italian Bistro: Das Pizza Hut Italian Bistro ähnelt dem klassischen Format, ist jedoch in Design und Menü aufgewertet und bietet 25 zusätzliche Speisen zum klassischen Pizza-Hut-Menü an. Das Format wurde 2004 eingeführt und existiert nur in Nordamerika.
WingStreet: Das Format Pizza Hut WingStreet erweitert die Menüs um eine Auswahl an Geflügelprodukten. Die Idee ist es, Hähnchenfilets oder Chicken Wings in Variationen mit verschiedenen Saucen anzubieten. Auch dieses Format wird nur in den USA und Kanada angeboten.